# Елин, Иван Иванович
Иван Иванович Елин (19 (6) ноября 1869 г. село Тарасово Покровского уезда Владимирской губернии — 21 октября 1933 г., Ухта) — русский и советский инженер-технолог, специалист в области переработки нефти. Первый руководитель советской нефтепереработки, один из инициаторов внедрения технологии термического крекинга в СССР. Один из создателей кубовой нефтеперегонной батареи Шухова-Елина, профессор Московской горной академии.

## Биография
Родился 19 (6) ноября 1869 г. в крестьянской семье в селе Тарасово Покровского уезда Владимирской губернии. Учился в Оренбургской гимназии, выпускник Самарского ремесленного училища (1887) и Петербургского технологического института (химическое отделение, 1892). В 1892—1911 гг. — служба в «Товариществе С. М. Шибаев и Ко» в г. Баку: заведующий лабораторией нефтеперегонного завода, масляным, керосиновым заводами. Член Бакинского отделения Императорского Русского технического общества (с 1902 г.).
В 1911—1918 гг. — директор Константиновского нефтеперегонного завода (с 1911 г. входил в «Товарищество братьев Нобель»). С августа 1918 г. — в Главном нефтяном комитете ВСНХ, заведующий отделом нефтепереработки. Был командирован в Саратов для постановки бензинового производства на Саратовском нефтеперегонном заводе. В 1920 г. был назначен временным начальником заводского отдела Азнефтекома. До 1929 г. работал в системе органов управления нефтяной промышленностью ВСНХ в качестве руководителя отдела нефтепереработки.

21 ноября 1929 г. арестован органами ОГПУ как «член контрреволюционной, шпионско-вредительской организации в нефтяной промышленности». 18 марта 1931 г. коллегия ОГПУ вынесла постановление по «Делу о контрреволюционной шпионско-вредительской организации в нефтяной промышленности СССР», в соответствии с которым было осуждено 76 специалистов-нефтяников, в том числе такие известные деятели отрасли, как И. Н. Стрижов, Н. Н. Тихонович, И. Н. Аккерман, Я. С. Идельсон, В. К. Истомин, В. С. Полляк. Как говорилось в постановлении, 
«В Москве во всех научных учреждениях все технические командные должности были захвачены членами контрреволюционной вредительской организации. Вредительской деятельностью были поражены: тресты Грознефть, Азнефть, Эмбанефть, Топливная секция Госплана, Главгортоп ВСНХ СССР, Нефтесиндикат, Научно-Технический Совет нефтяной промышленности, Совет Нефтяной Промышленности, ГИНИ (Государственный исследовательский нефтяной институт) и Промбанк».
Шесть осуждённых были расстреляны, часть получили условное наказание, а большинство приговорены к заключению в лагерях, вскоре заменённому «прикреплением» к различным объектам народного хозяйства, в основном в Ухто-Печорском крае. И. И. Елин был приговорен к расстрелу с заменой на 10-летний срок заключения в лагере.
С декабря 1931 г. — в лагерях Коми АССР: химик лаборатории промысла № 2 им ОГПУ УПИТлага, инженер на нефтеперегонном заводе в Чибью (ныне — Ухта). Одна из последних публикаций — статья «Ухтинская нефть и пути ее переработки» в журнале Ухтпечстроя «Недра Советского Севера», № 1 за 1933 г.
Умер 21 октября 1933 г. «от грудной жабы». Реабилитирован.

## Научная и педагогическая деятельность
Параллельно преподавал в Московской горной академии, Институте народного хозяйства им. Г. В. Плеханова и МВТУ имени Н. Э. Баумана, профессор. В МВТУ имени Н. Э. Баумана, в частности, являлся научным руководителем И. Л. Кнунянца, писавшего у него дипломный проект «Компрессионно-абсорбционный газолиновый завод, производительностью 100 000 кубических метров газа в сутки».
В 1920-е годы сотрудничал с редакцией журнала «Нефтяное хозяйство» как консультант и автор статей, с 1928 г. являлся членом редакционной коллегии журнала.
В 1926 году стал одним из шести учёных-нефтяников, выступивших с докладами на I Всесоюзном горно-техническом съезде, прошедшем с 14 по 21 апреля в Московской горной академии.
В качестве инженера-изобретателя активно сотрудничал с «первым инженером Российской империи» Владимиром Шуховым, став один из создателей знаменитой кубовой нефтеперегонной батареи Шухова-Елина, обеспечивающей непрерывность перегонки нефти. Работа над этим проектом началась еще в 1880-е годы, в 1928 году был получен патент № 4902 СССР, МКИ Кл. 12g 2/02. Устройство для выпуска жидкости из сосудов с меньшим давлением в среду с большим давлением / В. Г. Шухов, И. И. Елин, Н. Е. Березовский, И. Н. Аккерман. — заяв. 08.02.1925 ; опубл. 31.03.1928.

## Семья
Жена (гражданская) — Сандырева Мария Семёновна (24.03.1894 — 10.03.1975).

## Избранные труды
- Уадсворт Д. М. Получение легких углеводородов из нефти непрерывной перегонкой / Дж. М.Уадсворт; Пер. с англ., под ред. и с предисл. И. И. Елина. — М. ; Л. : Сов. нефтяной пром-сти, 1924.
- Белл Г. С. Американские методы переработки нефти / А. В. Белл; Пер. с англ. под ред. И. И. Елина. — М. ; Л. : Сов. нефт. пром-сти, 1925.
- Елин И. И. Переработка нефти : Для профшк. и шк. ученичества в нефт. пром-сти / Инж. И. И. Елин; Центр. ком. Союза горнорабочих СССР. — М. ; Л. : Гос. изд., 1926.
- Елин И. И., Фролов В. И. Керосин его производство и применение / И. И. Елин, В. И. Фролов. — Москва ; Ленинград : Нефтяное изд-во НТУ ВСНХ СССР, 1929
- Елин И. И. Ухтинская нефть и пути ее переработки. «Недра Советского Севера», 1933 г., № 1.